# 立原透耶
立原 透耶（たちはら とうや、1969年2月8日 - ）は、日本の小説家、翻訳家（中国語）。北星学園大学文学部准教授（中国文学）。2000年までは立原 とうや名義を使用していた。本名は山本範子。
日本SF作家クラブ会員。変格ミステリ作家クラブ会員。中国SF研究会会員。
王晋康など中国SFの翻訳も行う。

## 略歴
大阪府生まれ。奈良県で育つ。父の山本稔は数学者で大阪大学教授を務めた。
奈良県立奈良高等学校、大阪女子大学学芸学部国文学科を経て、1996年、大阪市立大学大学院文学研究科中国語・中国文学専攻修士課程修了。札幌市在住。
1991年、『夢売りのたまご』でコバルト読者大賞を受賞する。翌年コバルト文庫からデビュー。ファンタジー、ホラー、怪談などを執筆。
幼稚園に入る前から近所の図書館に通い、子ども向けのSF小説を繰り返し読んでいたという。小学2年の頃から、作家になりたいと思っていたと語っている。
2021年、第41回日本SF大賞特別賞を受賞（「立原透耶氏の中華圏SF作品の翻訳・紹介の業績に対して」）。2023年、第43回日本SF大賞選考委員。
2024年、中国SF紹介の貢献を評価され第二届科幻星球奖（第2回SFプラネット賞）の突出贡献奖（優秀貢献賞）を受賞。

## 著書
- 「シャドウ・サークル」 (コバルト文庫） 1992 - 1993

1. 『ヴァシーラの伝説』
2. 『後継者の鈴』
3. 『闇に吹く風』

- 「ダークサイド・ハンター」 (コバルト文庫） 1993 - 1994

1. 『水竜覚醒』
2. 『幻夢の宴』
3. 『紅蓮の洗礼』
4. 『宵闇の葬歌』
5. 『夜鳥の罠』
6. 『双貌の救世主』

- 『凪の大祭』 (コバルト文庫） 1994
- 「チャイナタウン・ブルース」 (集英社スーパーファンタジー文庫） 1995 - 1996

1. 『契』
2. 『絆』
3. 『掟』
4. 『誓』

- 「City vice」 (コバルト文庫） 1995 - 1996

1. 『City vice 慈悲深き夜の街』
2. 『City vice2 殺意なき暗殺者』
3. 『City vice3 月夜に夢みる猫』

- 「冥界武侠譚」 (集英社スーパーファンタジー文庫） 1997 - 2000

1. 『判官流浪』
2. 『華仙乱舞』
3. 『迷恋錯綜』
4. 『受胎狂詩』
5. 『従者消失』
6. 『美姫幻戯』
7. 『皇帝不死』
8. 『永遠楽土』

- 『小説封神演義 1』（ノアール出版、ノアール出版ノベルズ） 1998
- 『闇の皇子 焔の剣篇』（エンターブレイン、A-novels） 2000
- 『聞け、魂の祈りを 彷徨い人の詩』（エニックス、Ex novels） 2001
- 『ささやき』（角川春樹事務所、ハルキ・ホラー文庫)  2001
- 『闇の停車駅』 (水原冬樹漫画、ほんとにあった怖い話コミックス） 2003
- 『銀の手のシーヴァ ハカセとコトリ』（ソフトバンククリエイティブ、ジーエー文庫） 2007
- 『竜と宙(そら)』（幻冬舎コミックス、幻狼fantasia novels） 2008
- 「ひとり百物語 怪談実話集」（メディアファクトリー、幽ブックス） 2009 - 2012

1. 『ひとり百物語 怪談実話集』、のちMF文庫
2. 『夢の中の少女』
3. 『闇より深い闇』
4. 『悪夢の連鎖』

- 「立原透耶著作集」（彩流社） 2016 - 2018

1. 『凪の大祭』
2. 『CITY VICE』
3. 『冥界武侠譚 其の一』
4. 『冥界武侠譚 其の二』
5. 『ささやき』

### アンソロジー収録作品
- 『秘神 : 闇の祝祭者たち : 書下ろしクトゥルー・ジャパネスク・アンソロジー』（アスキー、アスペクトノベルス） 1999
- 『チューリップ革命 : ネオ・スイート・ドリーム・ロマンス』（イースト・プレス） 2000
- 『秘神界 歴史編』（東京創元社、創元推理文庫） 2002
- 「異形コレクション」 (光文社文庫） 2003 - 2004
  - 『異形コレクション アジアン怪綺』
  - 『異形コレクション 黒い遊園地』
  - 『異形コレクション 妖女』
- 「怪談実話系 : 書き下ろし怪談文芸競作集」（『幽』編集部編、メディアファクトリー、MF文庫ダ・ヴィンチ） 2008 - 2013
  - 『怪談実話系 : 書き下ろし怪談文芸競作集』
  - 『怪談実話系 : 書き下ろし怪談文芸競作集 2』
  - 『怪談実話系 : 書き下ろし怪談文芸競作集 3』
  - 『怪談実話系 : 書き下ろし怪談文芸競作集 5』
  - 『怪談実話系 : 書き下ろし怪談文芸競作集 妖』
  - 『怪談実話系 : 書き下ろし怪談文芸競作集 魔』
- 『チャールズ・ウォードの系譜』（創土社、クトゥルー・ミュトス・ファイルズ6） 2013
- 『女たちの怪談百物語』（『幽』編集部編、KADOKAWA、角川ホラー文庫）  2014
- 『ずっと、そばにいる : 競作集〈怪談実話系〉』（『幽』編集部編、KADOKAWA、角川文庫） 2014 - 上掲の「怪談実話系」1・2巻の再編集版

### 監修
- 『三体』（日本語版）（劉慈欣、早川書房） 2019年7月

## 翻訳
- 「マウスパッド」（呉岩、イオ、『小松左京マガジン』第30巻所収） 2008年4月
- 「水棲人」（韓松、早川書房、『S-Fマガジン』2008年9月号所収） 2008年6月
- 「養蜂家」（王晋康、山本範子名義、「北星学園大学文学部北星論集」 第53巻第1号所収） 2015年9月
- 「瓶詰めの妖精」（夏笳、『SFファンジン』2016年7月号所収）
- 「白色恋歌」（程婧波、HSJ株式会社、『聴く中国語』2017年11月号所収）
- 「青梅」（程婧波、HSJ株式会社、『聴く中国語』2017年12月号所収）
- 「生命の歌」（王晋康、早川書房、『ミステリマガジン』2019年3月号所収）　2019年1月
- 「南島の星空」（趙海虹、早川書房、『S-Fマガジン』2019年8月号所収） 2019年6月
- 『三体Ⅱ 黒暗森林』上・下（劉慈欣、大森望，上原かおり，泊功共訳、早川書房） 2020年6月
- 『人之彼岸』（郝景芳、浅田雅美共訳、新☆ハヤカワ・SF・シリーズ） 2021年1月
- 『中国史SF短篇集 移動迷宮』（大恵和実編訳、上原かおり他共訳、中央公論新社） 2021年6月
- 『走る赤 中国女性SF作家アンソロジー』（武甜静, 橋本輝幸編、大恵和実編訳、共訳、中央公論新社） 2022年4月
- 「美食三品」（宝樹、『紙魚の手帖』vol.21 FEBRUARY 2025所収）

## 編訳書
- 『時のきざはし 現代中華SF傑作選』（大久保洋子他共訳、新紀元社） 2020年6月